# Pulau Lebar (Tabir Barat)
Pulau Lebar is een bestuurslaag in het regentschap Merangin van de provincie Jambi, Indonesië. Pulau Lebar telt 240 inwoners (volkstelling 2010).